# Râul Bulba
Râul Bulba este un curs de apă, afluent al  râului Brebina. 